# Тарнаватка-Осада
Тарнаватка-Осада (пол. Tarnawatka-Osada) — селище (осада) у Польщі, в Люблінському воєводстві Томашівського повіту, ґміни Тарнаватка.

## Історія
Первісним населенням Тарнаватка-Осади були русини-лемки, які компактно проживали на своїх історичних землях. 